# Juda (biblická postava)
Juda (hebrejsky יְהוּדָה‎, Jehuda) je jméno čtvrtého Jákobova syna, kterého mu porodila manželka Lea. Jméno se vykládá různě, a to od „Patřící Hospodinu“ či „Vyznavač“, až po „Ten, kdo vzdává chválu“. Tento Juda se stal praotcem nejvýznačnějšího izraelského kmene, od jehož jména je odvozován jak zeměpisný název pro Judsko a Judeu, tak národní a náboženské označení Židé respektive židé. Tuto význačnou roli Judy a jeho potomků v rámci izraelských kmenů prorocky předpověděl samotný patriarcha Jákob, když před svou smrtí dával požehnání svým synům.
Juda své vůdčí postavení mezi svými bratry získával postupně. Poté, co o svá prvorozenecká práva přišel nejstarší Jákobův syn Rúben kvůli incidentu s lůžkem Jákobovy ženiny Bilhy, a ono právo nepřešlo ani na další starší bratry Šimeóna a Léviho kvůli incidentu v Šekemu, byl Jákobem upřednostněn syn Josef. Ten však byl svými bratry, kteří na něho žárlili, prodán do otroctví a otci byl předložen Josefův šat potřísněný krví jako důkaz, že ho rozsápala divá zvěř. Po této události se Juda od svých bratrů na nějaký čas odloučil a vzal si za ženu kenaanku, s níž měl syny Era, Ónana a Šelu.
Juda svého nejstaršího syna Era oženil s Támar. Bible však uvádí, že Er byl v očích Hospodinových zlý „a proto jej Hospodin usmrtil“. Podle švagrovského práva se proto Támar stala ženou Judova druhorozeného syna Ónana, ale i toho Hospodin usmrtil. Juda se bál, že by tentýž osud potkal i jeho nejmladšího syna Šelu, a tak Támar odeslal do otcovského domu s tím, že Šelu sice za manžela naoko přislíbil, ale svůj příslib ve skutečnosti nikdy zrealizovat nechtěl. Když tento Judův záměr Támar pochopila, rozhodla se, že se o roli matky postará tak, že se přestrojí za nevěstku a při vhodné příležitosti svede Judu. To se jí nakonec povedlo a skrze tento čin i otěhotněla. Když se ale o jejím těhotenství Juda dozvěděl, měl za to, že se dopustila smilstva, a tak nechal Támar vyvést, aby byla za tento čin upálena. Támar však Judovi předložila pečetidlo, které jí dal jako zástavu za sexuální služby, a Juda uznal, že Támar je spravedlivější než on. Jedná se o první biblický popis pokání a od této události se Juda v rámci rodu dostává do popředí a získává vůdčí postavení.
Nejen, že se Juda skrze Támar stává otcem Zeracha a Perese, jenž figuruje v rodopise význačných izraelských králů Davida a jeho syna Šalomouna, ale získává rovněž důvěru svého otce a též svých bratří včetně Josefa. Josef se sice díky Judově iniciativě dostal do otroctví, ale v Egyptě se z něj nakonec po jistých peripetiích stává místokrál, který rozhoduje o životě a smrti jak všech jeho obyvatel, tak všech příchozích. Kvůli hladu přicházejí do Egypta i Josefovi bratři včetně Judy. Josef se nejprve svým bratřím nedává poznat a mluví s nimi drsně, když však vidí bratrskou soudržnost a ochotu Judy obětovat se za nejmladšího z bratří, je přemožen a dává se svým bratřím poznat. Když se celá Jákobova rodina přesouvá do Egypta, je Juda svým otcem pověřen, aby tam připravil vhodné podmínky. Podle jednoho midraše měl Juda za úkol připravit v Egyptě studovnu, kde by se Jákobovi potomci mohli věnovat studiu Tóry.

## Další osoby téhož jména v bibli
Po babylónském exilu se mezi Židy jméno Juda postupně stalo jedním z nejoblíbenějších. V Tanachu je zmínka nejméně o šesti jiných mužích tohoto jména:
- otec levitů, kteří měli po návratu z babylónského exilu řídit „dílo Hospodinova domu“ (Ezd 3, 8–9 (Kral, ČEP));
- jeden z levitů, který se v babylónském exilu oženil s cizinkou a ze zajetí se vracel spolu s Ezdrášem (Ezd 10, 23 (Kral, ČEP));
- přední Benjamínovec, který se po babylónském exilu v době Nehemjášově usadil v Jeruzalémě a byl „druhý nad městem“ (Neh 11, 9 (Kral, ČEP));
- levita, který se z babylónského exilu vracel spolu se Zerubábelem a podílel se na řízení sborového zpěvu (Neh 12, 8 (Kral, ČEP));
- jeden z kněží v době Nehemjášově (Neh 12, 36 (Kral, ČEP));
- jeden z mužů, které král Joakim poslal k Bárukovi pro Jeremjášovu knihu (Jr 36, 14–23 (Kral, ČEP)), v tomto případě je jméno v hebrejštině psáno v mírně pozměněné podobě jako Jehudi (יְהוּדִי).

V Novém zákoně se zmiňuje předexilní Juda v rodokmenu Ježíšově (Mt 1, 3 (Kral, ČEP), L 3, 26 (Kral, ČEP)). Mezi nositele téhož jména patřili i dva z dvanácti Ježíšových apoštolů. Jeden z nich je znám jako Juda Tadeáš a druhý pod označením Jidáš. Stejné jméno figuruje i ve výčtu Ježíšových nevlastních bratrů.